# Раш (Ирландия)

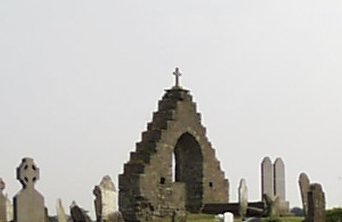
Руины часовни Святого Маура

Раш (англ. Rush; ирл. An Ros, Ан-Рос, «полуостров тисовых деревьев») — (переписной) посёлок в Ирландии, находится в графстве Фингал (провинция Ленстер).
Местная железнодорожная станция была открыта 25 мая 1844 года.

## Демография
Население — 8286 человек (по переписи 2006 года). В 2002 году население составляло 6769.
Данные переписи 2006 года:
| Общие демографические показатели |               |                               |                               |      |      |
| Всё население                    | Всё население | Изменения населения 2002—2006 | Изменения населения 2002—2006 | 2006 | 2006 |
| 2002                             | 2006          | чел.                          | %                             | муж. | жен. |
| 6769                             | 8286          | 1517                          | 22,4                          | 4128 | 4158 |

В нижеприводимых таблицах сумма всех ответов (столбец «сумма»), как правило, меньше общего населения населённого пункта (столбец «2006»).
| Религия (Тема 2 — 5 : Число людей по религиям, 2006) |             |                |             |            |       |      |
| Католики, чел.                                       | Католики, % | Другая религия | Без религии | не указано | сумма | 2006 |
| 7146                                                 | 86,2        | 492            | 452         | 196        | 8286  | 8286 |

| Этно-расовый состав (Этничность. Тема 2 — 3 : Постоянное население по этническому или культурному происхождению, 2006) |            |              |       |        |        |            |       |       |
| Белые ирландцы | Лухт-шулта | Другие белые | Негры | Азиаты | Другие | Не указано | сумма | 2006  |
| 6949 | 6          | 760          | 109   | 45     | 90     | 185        | 8144  | 8286  |
| Доля от всех отвечавших на вопрос, %                                                                                   |            |              |       |        |        |            |       |       |
| 85,3 | 0,1        | 9,3          | 1,3   | 0,6    | 1,1    | 2,3        | 100   | 98,31 |

1 — доля отвечавших на вопрос о языке от всего населения.
| Владение ирландским языком (Тема 3 — 1 : Число людей от 3 лет и старше по способности говорить по-ирландски, 2006) |      |            |       |       |
| Владеете ли Вы ирландским языком?                                                                                  |      |            |       |       |
| Да | Нет  | Не указано | сумма | 2006  |
| 2787 | 4809 | 223        | 7819  | 8286  |
| Доля от всех отвечавших на вопрос о языке, %                                                                       |      |            |       |       |
| 35,6 | 61,5 | 2,9        | 100   | 94,41 |

1 — доля отвечавших на вопрос о языке от всего населения.
| Использование ирландского языка (Тема 3 — 2 : Говорящие по-ирландски от 3 лет и старше по частоте использования ирландского языка, 2006) |                                                            |                                               |                                               |                                               |                                               |                                               |       |                                     |      |
| Как часто и где Вы говорите по-ирландски?                                                                                                |                                                            |                                               |                                               |                                               |                                               |                                               |       |                                     |      |
| ежедневно, только в образовательных учреждениях                                                                                          | ежедневно, как в образовательных учреждениях, так и вне их | в других местах (вне образовательной системы) | в других местах (вне образовательной системы) | в других местах (вне образовательной системы) | в других местах (вне образовательной системы) | в других местах (вне образовательной системы) | сумма | всего, отвечавших на вопрос о языке | 2006 |
| ежедневно, только в образовательных учреждениях                                                                                          | ежедневно, как в образовательных учреждениях, так и вне их | ежедневно                                     | каждую неделю                                 | реже                                          | никогда                                       | не указано                                    | сумма | всего, отвечавших на вопрос о языке | 2006 |
| 861 | 19                                                         | 59                                            | 111                                           | 908                                           | 788                                           | 41                                            | 2787  | 7819                                | 8286 |
| Доля от всех отвечавших на вопрос о языке, %                                                                                             |                                                            |                                               |                                               |                                               |                                               |                                               |       |                                     |      |
| 11,0 | 0,2                                                        | 0,8                                           | 1,4                                           | 11,6                                          | 10,1                                          | 0,5                                           | 35,6  | 100                                 |      |

| Типы частных жилищ (Тема 6 — 1(a) : Число частных домовладений по типу размещения, 2006) |          |         |                 |            |       |      |
| Отдельный дом                                                                            | Квартира | Комната | Переносные дома | не указано | сумма | 2006 |
| 2451                                                                                     | 163      | 11      | 27              | 72         | 2724  | 8286 |